# Черевко, Борис Григорьевич
Борис Григорьевич Черевко (24 июля 1917 — 9 мая 1942) — советский лётчик-истребитель, совершивший один из первых таранов над Чёрным морем в истории Великой Отечественной войны.

## Довоенные годы
Борис Черевко родился 24 июля 1917 года в городе Сумы (Украинская Советская Социалистическая Республика, ныне -Украина). Окончил семилетнюю школу, после которой поступил токарем на заводе им. М. В. Фрунзе. Во время работы на заводе вступил в Сумский аэроклуб, а впоследствии поступил в Чугуевское военное авиационное училище, которое окончил в августе 1940. В том же году вступил в ВКП(б).
После окончания училища Черевко был направлен служить в 9-й истребительный авиаполк Черноморского флота. 6 июня 1941 года назначен командиром звена 2-й эскадрильи 9-го авиаполка.

## Великая Отечественная война
Борис Черевко участвовал в Великой Отечественной войне с первых её дней. В составе полка оборонял Одессу.

### Таран
10 августа 1941 года младший лейтенант Черевко Б. Г. вылетел во главе пары истребителей И-15 бис на прикрытие каравана недостроенных кораблей (ведомым был младший лейтенант Владимир Грек), на которых эвакуировались жители города Николаева. Когда караван вышел в Днепровско-Бугский лиман, появились 3 (по другим сведениям 4) бомбардировщика Do-215 и направились в сторону каравана. Черевко атаковал крайний «Дорнье» и подбил его. Будучи раненым, он атаковал второй бомбардировщик и заставил его отбомбиться в стороне от каравана.
В это время третий «дорнье» уже начал пикировать на недостроенный крейсер. Боеприпасов у Черевко к этому времени уже не было. Тогда он решил таранить. Позже, давая интервью для флотской газеты «Вперёд», лётчик вспоминал: «Ударил по бомбардировщику противника. Мой самолет вздрогнул. Меня выбросило из кабины, и я на мгновение потерял сознание. Придя в себя на высоте 500 метров, раскрыл парашют и приводнился». «Дорнье» же упал в море рядом с крейсером, его экипаж погиб. Черевко, получившего сильный ушиб ног, в 600 м от берега подобрал катер пограничников и доставил в госпиталь в Очаков.
Этот таран признан вторым тараном над Чёрным морем. За свой подвиг Борис Черевко был награждён орденом Красного Знамени.

### Дальнейшая служба и гибель
8 ноября 1941 года в бою сбил PZL-24. К декабрю 1941 года совершил 121 боевой вылет, участвовал в 18 воздушных боях.
Старший лейтенант Б. Г. Черевко погиб в воздушном бою 9 мая 1942 года, когда на Як-1 в составе группы самолётов прикрывал переход из Севастополя в Поти танкера «Москва», эвакуирующего гражданское население и раненных. Сбив немецкий бомбардировщик  He 111 Черевко был атакован мессершмиттом. Его самолёт загорелся, но лётчик решил не выходить из боя мог и атаковал ещё один вражеский бомбардировщик (по некоторым сведениям также тараном). Посмертно награждён орденом Отечественной войны 1 степени.

## Память
Имя Бориса Черевко высечено на обелиске Славы фрунзенцам, отдавшим свои жизни в борьбе с фашизмом, и на обелиске в честь лётчиков, совершивших таран, в Каче. Его имя присвоено молодёжной бригаде цеха № 7, где он работал.

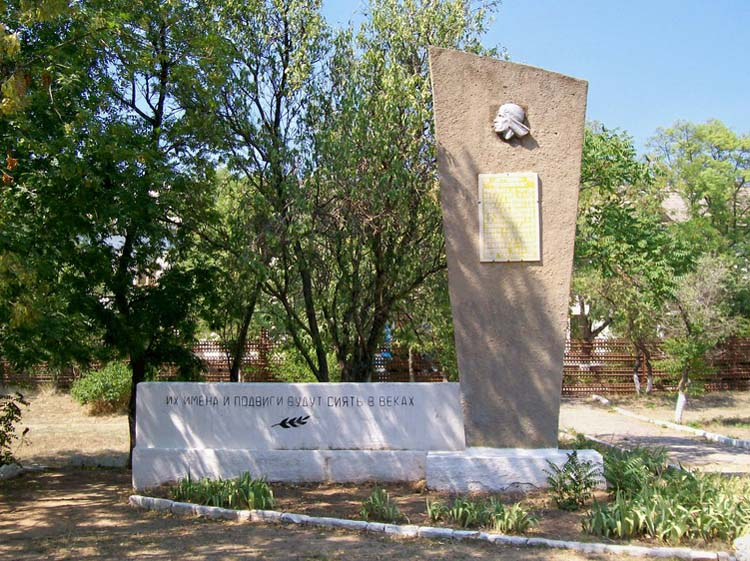
Мемориал летчикам, совершившим таран, пгт. Кача, Севастополь
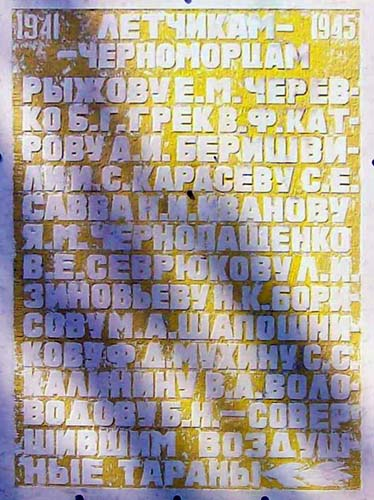
Имена героев